# Paardenvet

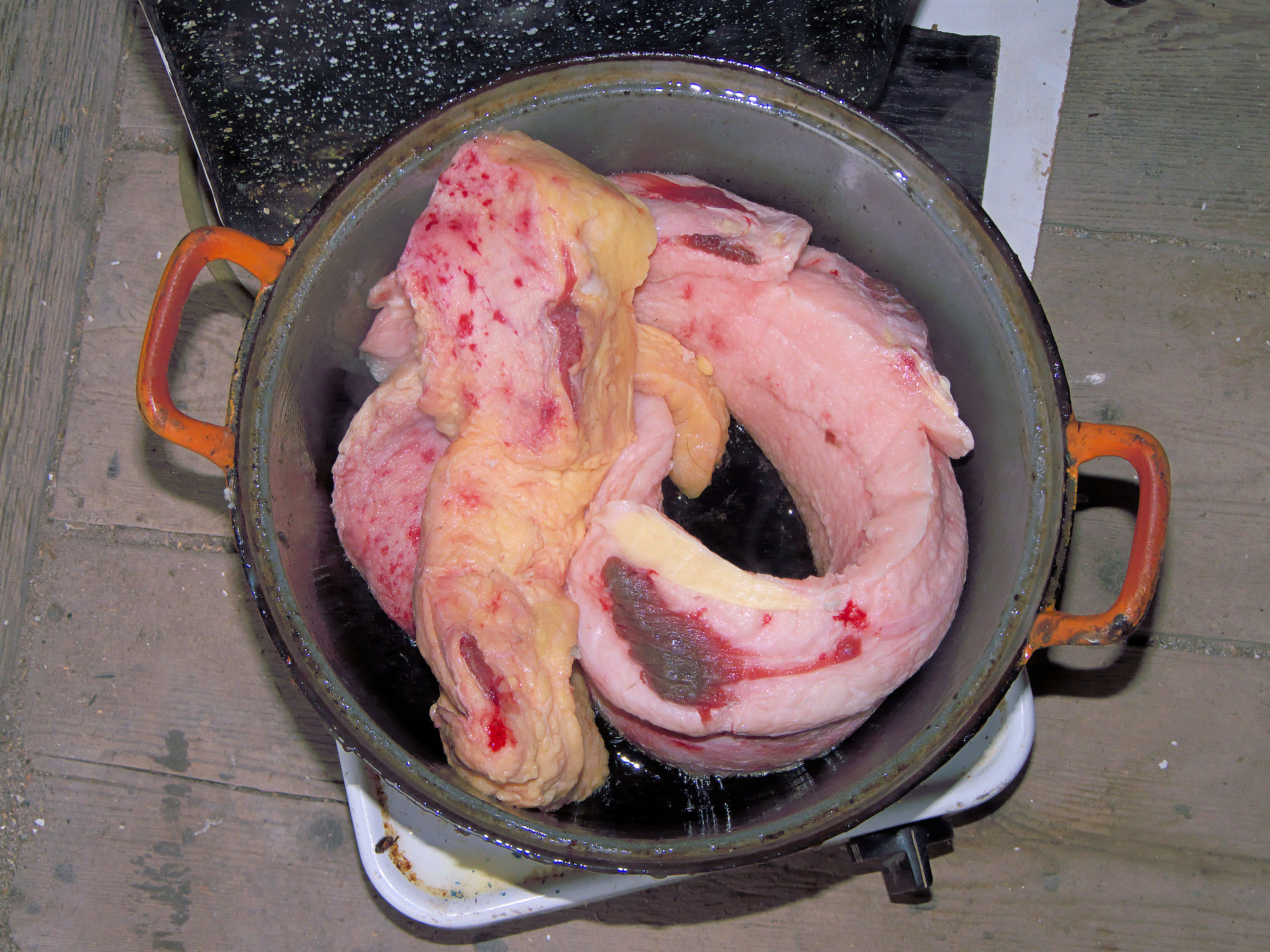
Rauw paardenvet

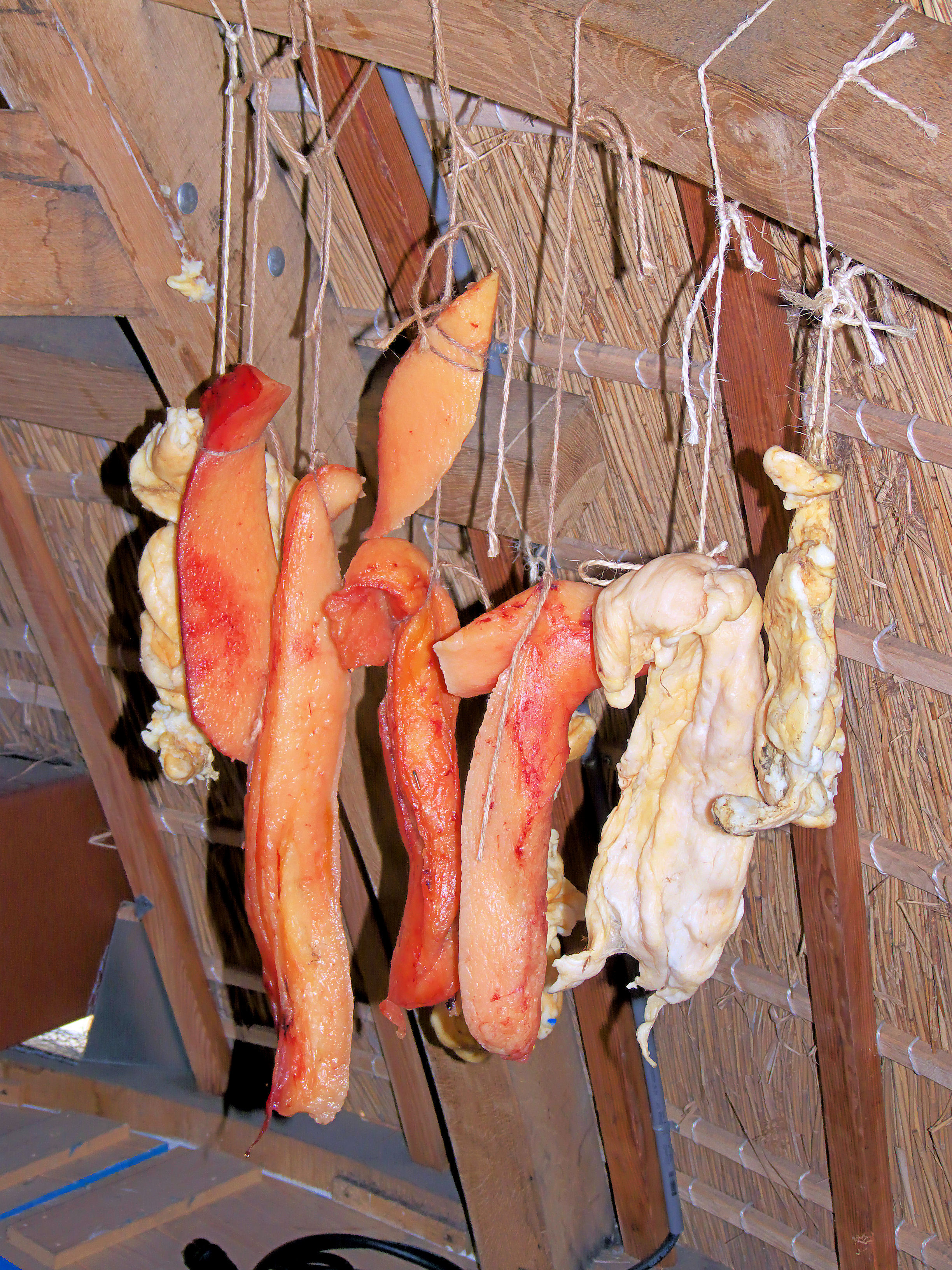
Rauw paardenvet (in het midden)

Paardenvet wordt op windmolens gebruikt voor het smeren van de bovenas en de kruiwerken. Het lijkt op reuzel maar is zachter, waardoor het vooral in de winter goed te gebruiken is.
Het werd ook gebruikt voor het bakken van frieten.

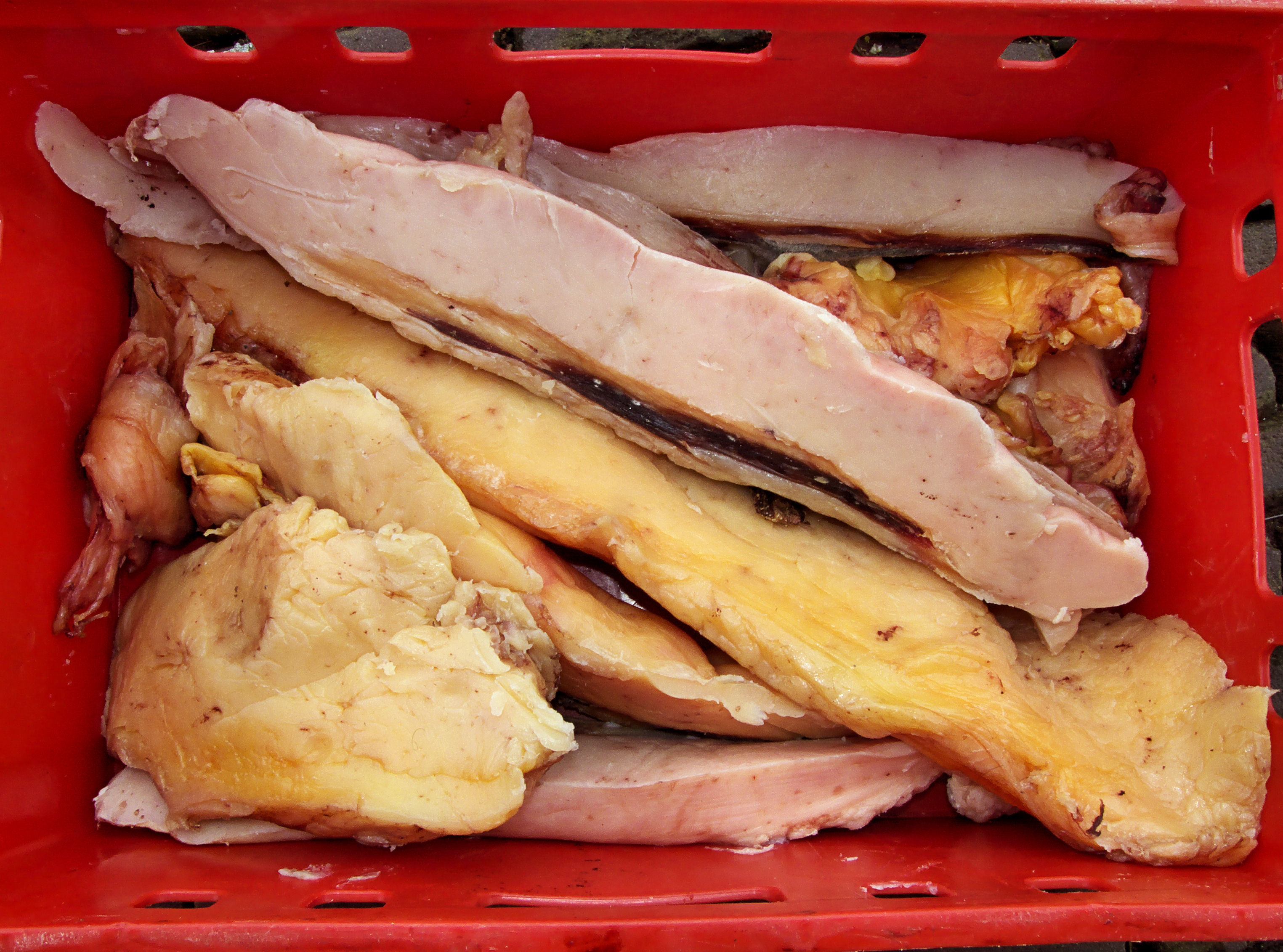
Rauw paardenvet

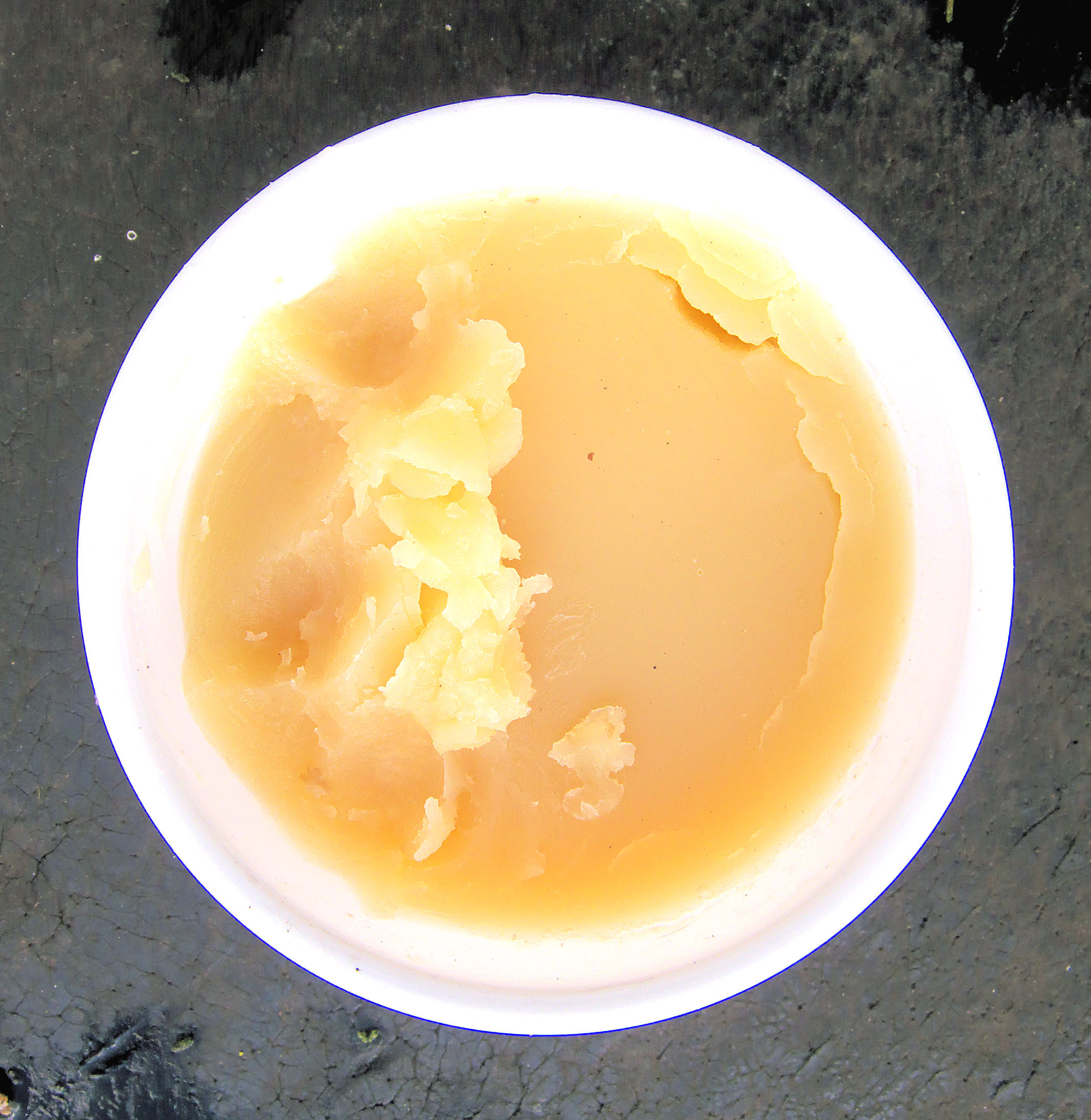
Uitgesmolten paardenvet